# 羅東鎮 (台灣)
24°40′36.06″N 121°46′0.93″E / 24.6766833°N 121.7669250°E

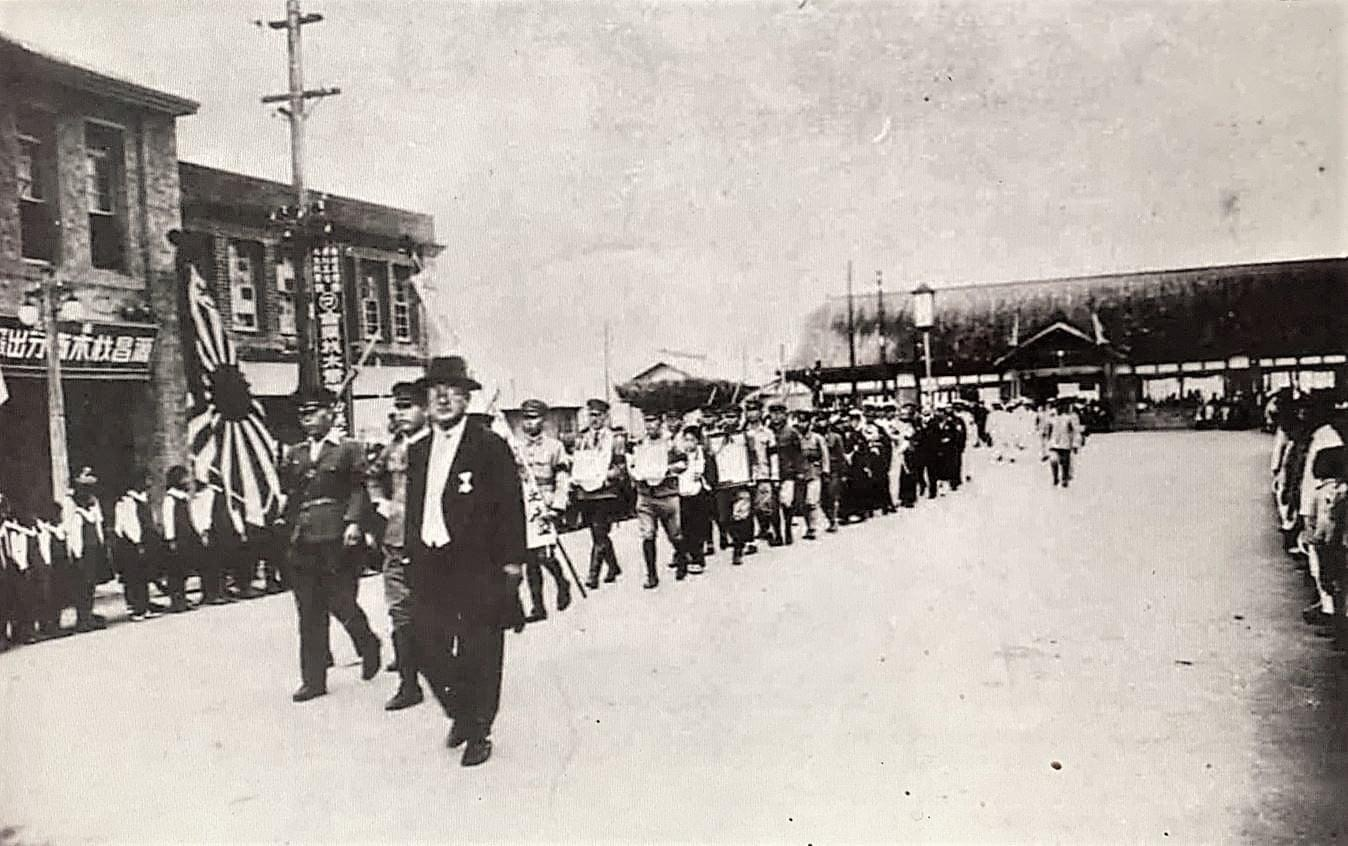
羅東街長陳純精率領政府人員、社會團體、學生，到羅東驛前迎接海外戰死者的遺骨回鄉（約1940年）

羅東鎮，舊稱「老懂」，位於臺灣宜蘭縣中部，蘭陽平原南部，為宜蘭縣溪南地區的中心城鎮。全境面積約為11.3448平方公里，人口約有7萬人，人口密度每平方公里約有6,100多人，是全臺面積最小、人口密度最高的鎮，也是臺灣本島面積最小的縣轄行政區（鄉、鎮、縣轄市）。
清代末期，清廷先後將叭哩沙撫墾局設立於三星、羅東兩地，進入日治時期後，總督府在羅東設置官署及附屬機構，並將羅東定為物資輸送的轉接口，加上其後太平山森林的開發，造就羅東木材工業的興盛，並帶動商業的繁榮。1970年代後，隨著森林的減產，太平山開始限制伐木，致使木材工業發展趨緩，但由於羅東鎮地處宜蘭、蘇澳之間的交通孔道位置，加上2006年以後國道五號的開通，因此商業仍然蓬勃發展，且隨都市發展，當地人口逐漸外溢到五結（四結、福興等村）、冬山（群英、清溝、永美等村）等地，若結合衛星城市則人口約達12萬人之眾。此外，木材工業的發展使其成為羅東鎮的最大特色，而在羅東市區中心的中山公園，至今仍然展示有當初林業使用的火車頭，及首任街長陳純精之銅像。

## 歷史

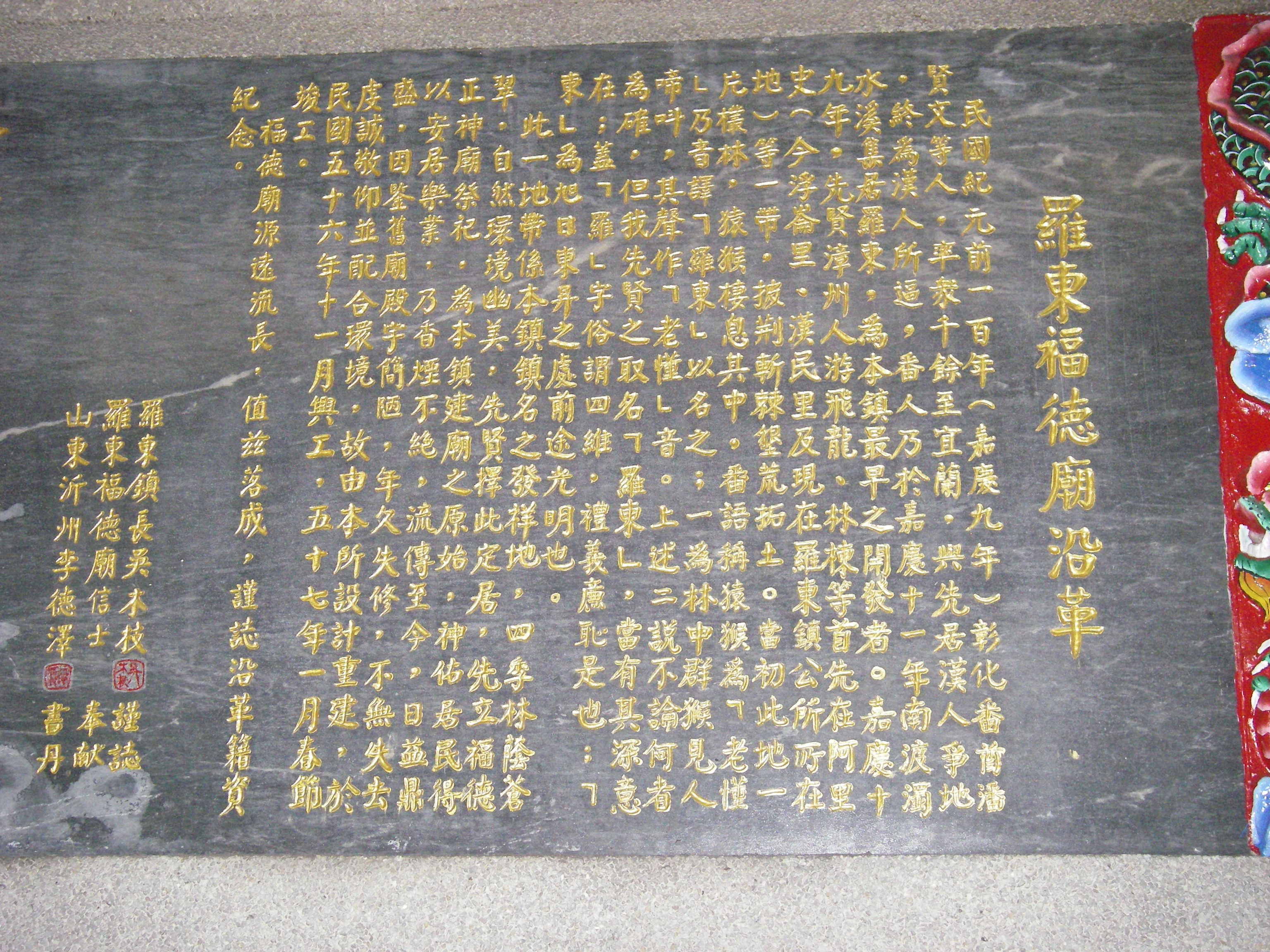
羅東夜市旁羅東福德廟裡的一處銘刻，記載「羅東」一名的緣起

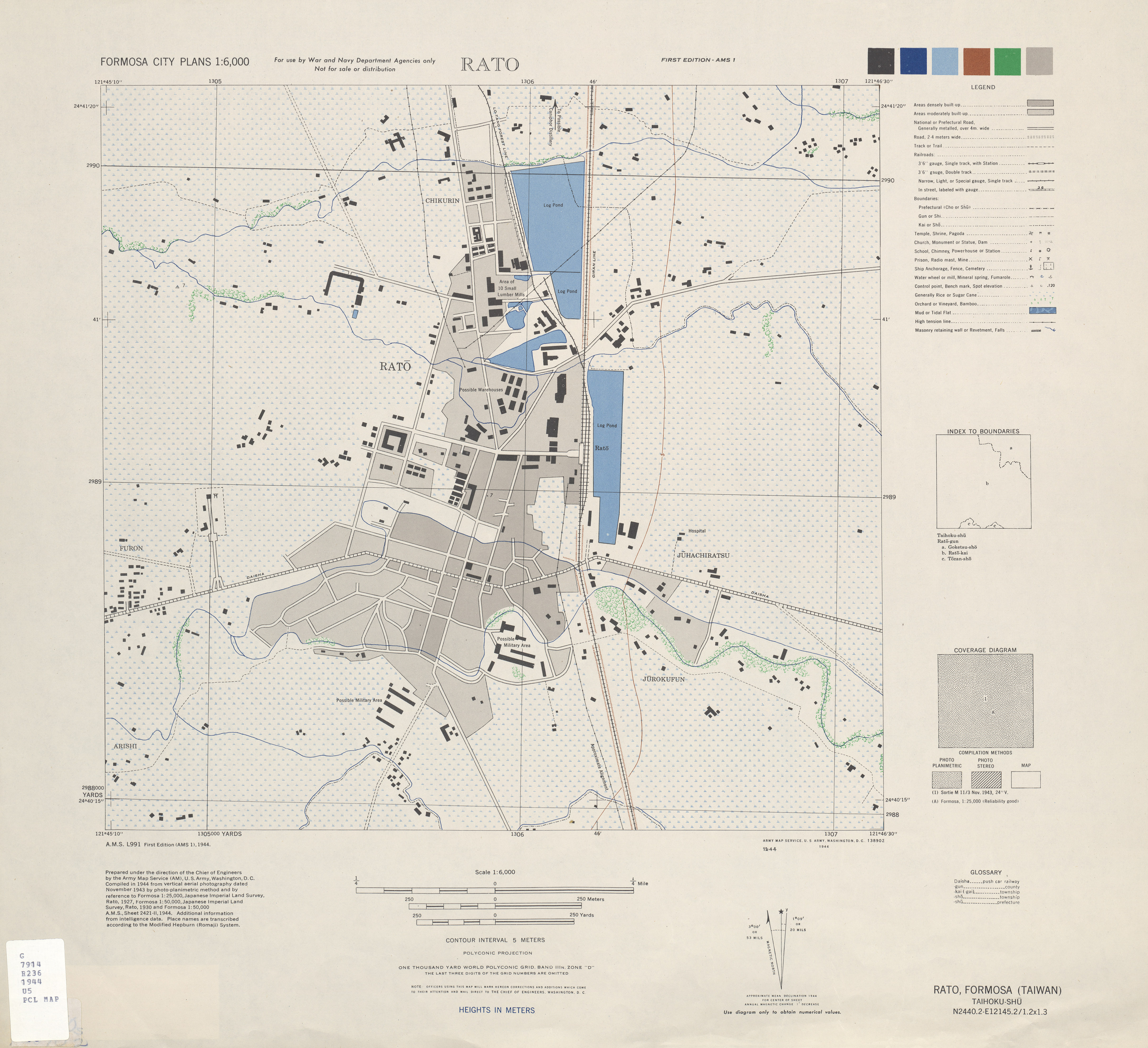
1944年美國陸軍繪製的羅東地圖

「羅東」這個地名緣起於當地有石頭貌似猴子且原住民噶瑪蘭族將「猴子」（rutung）稱為「老懂」，及後清代漢人開墾蘭陽平原，因而沿用其名，稱此地為「羅東」，部分說法為羅東曾有樹林聚集大批猴子，實為誤傳。
漢人遷入羅東始於清代嘉慶9年（1804年），來自中臺灣地區的巴宰族的頭目賢文和茅格，率領了一千多名移民，攀越中央山脈來到羅東地區，建立了阿里史和阿束社部落。嘉慶17年（1812年）清廷在羅東設司巡檢，首任巡兼是范邦幹，他於該年農八月初九日到任。
及後兩年，河洛人的移墾團正式進入羅東的十六份（即現今的羅莊里、南昌里）、北成（即現今的北成里、北投巷）及歪仔歪（即現今的仁愛里），但平埔族和漢人都經歷了不少衝突。
戰後1945年12月11日，羅東街改為「羅東鎮」，屬臺北縣羅東區。1950年，調整行政區域，宜蘭、羅東、蘇澳三區與宜蘭市由臺北縣獨立出來，新設為宜蘭縣，羅東鎮改隸宜蘭縣，下分24個里:117。之後境內里數歷經四次變更，至2006年起，羅東鎮的行政區劃調整為23個里。

## 地理

### 地形
羅東鎮位於宜蘭縣中心位置，蘭陽平原的中央，東北與五結鄉為臨，西與南邊相臨冬山鄉，西北端接三星鄉，全鎮土地面積有11.3448平方公里，是宜蘭縣面積最小的行政區:48。整體地形呈現平坦開闊，海拔高度介於4至13公尺之間，地勢由西向東逐漸降低:52。

### 水文
羅東鎮水系為蘭陽溪與冬山河等二溪流流域支配:55。
蘭陽溪發源於中央山脈，幹流長達73.06公里，流域面積978.63平方公里，其主流由雪山山脈與中央山脈間所形成的溪谷，流向東北並橫貫蘭陽平原，進入蘭陽平原前有逸久溪、馬當溪、米磨登溪等多條支流，進入蘭陽平原後則有安農溪與小南澳溪等支流會合，最後於海口處與冬山河匯流後出海:55。

### 氣候
羅東鎮地處蘭陽平原中心，該平原北、西、南等三面環山，僅東面臨海，冬季之12、1月份時因大陸冷氣團由北方或東北方灌入平原地帶，故該鎮在冬季時常有攝氏10度以下的低溫:65，境內溫度由西南至東北遞增，羅東鎮全年各月份中以1、2月份的攝氏16.1度最冷，以7月份的攝氏29.9度最熱:62。羅東鎮年平均降雨量約在2,500至3,500毫米間，雨量豐沛，一年各月雨源分別為5至6月的梅雨、7至8月的颱風、9月中旬至11月的東北季風以及颱風環流、12月至4月的東北季風，整體乾季情況較不明顯:66。

### 人口
根據宜蘭縣政府民政處及內政部戶政司統計，2024年底羅東鎮戶數計有27,674戶，人口計有69,638人，人口密度每平方公里約6,167人，以人口數而言是宜蘭縣僅次於宜蘭市的第二大行政區，人口密度則居全縣最高，且為全臺人口密度最高的縣轄行政區，其中男性人數為32,802人，女性人數為36,836人，性別比約為89.05，是臺灣性別比最低的鎮。羅東市區的人口密度每平方公里更高達一萬多人，但由於該鎮人口未達10萬人，未符合改制為縣轄市的標準，因此至今仍為鎮。鎮內人口最多與最少的里分別是國華里與仁和里，2024年底兩里人口分別為5,513人與1,155人，其中國華里也是宜蘭縣人口最多的里，在全縣所有村里中則排行第三大（僅次於員山鄉員山村、冬山鄉順安村）。
羅東鎮人口在2007年7月達到最巔峰，計有74,281人，其後有轉為逐年減少的趨勢。在年齡構成方面，2024年底羅東鎮人口中，0至14歲人口佔比約14.97%，15至64歲人口佔比約65.23%，65歲以上人口佔比約19.81%，是宜蘭縣青壯年人口佔比最低的行政區。

## 政治

### 歷任首長
| 屆次 | 姓名                | 黨籍       | 就任日期       | 卸任日期       | 備註                 |
| 1    | 藍文炳（1908-1963） |            | 1951年8月      | 1953年8月      | 民選首任             |
| 2    | 林登庸              |            | 1953年8月      | 1956年8月      |                      |
| 3    | 林洪焰（1912-）     |            | 1956年8月      | 1960年2月28日  |                      |
| 4    | 林洪焰（1912-）     |            | 1960年3月1日   | 1964年3月1日   |                      |
| 5    | 吳木枝（1917-1997） |            | 1964年3月1日   | 1968年3月1日   |                      |
| 6    | 吳木枝（1917-1997） |            | 1968年3月1日   | 1973年3月31日  |                      |
| 7    | 陳圳鄉              |            | 1973年4月1日   | 1977年12月30日 |                      |
| 8    | 陳圳鄉              |            | 1977年12月30日 | 1982年3月1日   |                      |
| 9    | 黃義聯（1934-）     | 中國國民黨 | 1982年3月1日   | 1986年3月1日   |                      |
| 10   | 黃義聯（1934-）     | 中國國民黨 | 1986年3月1日   | 1990年3月1日   |                      |
| 11   | 陳國賢（1957-）     | 中國國民黨 | 1990年3月1日   | 1994年3月1日   |                      |
| 12   | 游榮華（1935-2015） | 民主進步黨 | 1994年3月1日   | 1998年3月1日   |                      |
| 13   | 游榮華（1935-2015） | 民主進步黨 | 1998年3月1日   | 2002年3月1日   |                      |
| 14   | 林聰賢              | 民主進步黨 | 2002年3月1日   | 2006年3月1日   |                      |
| 15   | 林聰賢              | 民主進步黨 | 2006年3月1日   | 2009年12月20日 | 轉任宜蘭縣縣長       |
| 15   | 賴錫祿              |            | 2009年12月20日 | 2010年3月1日   | 代理                 |
| 16   | 林姿妙              | 中國國民黨 | 2010年3月1日   | 2014年12月25日 | 首位女性鎮長         |
| 17   | 林姿妙              | 中國國民黨 | 2014年12月25日 | 2018年12月25日 | 任滿後擔任宜蘭縣縣長 |
| 18   | 吳秋齡              | 中國國民黨 | 2018年12月25日 | 2022年12月25日 |                      |
| 19   | 吳秋齡              | 中國國民黨 | 2022年12月25日 |                | 現任                 |

### 鎮政組織
羅東鎮公所是羅東鎮最高層級的地方行政機關，在中華民國政府架構中為鎮自治的行政機關，同時負責執行縣政府及中央機關委辦事項，羅東鎮的自治監督機關為宜蘭縣政府。鎮長由全體鎮民直接選舉產生，任期為四年，可連選連任一次。羅東鎮公所並置鎮政會議，為鎮政最高決策機構，在鎮長之下，設有5課4室等9個內部單位及7個附屬機關。
羅東鎮民代表會是羅東鎮的最高民意機關，代表羅東鎮全體鎮民立法和監察鎮政。鎮民代表由公民直選選出，任期為四年，可連選連任。羅東鎮民代表會共有13位鎮民代表，分別為第一選區2席鎮民代表、第二選區2席鎮民代表、第三選區4席鎮民代表、第四選區5席鎮民代表，主席、副主席由13位鎮民代表互選產生。

### 行政區
現今羅東鎮行政範圍的確立，來自於1920年，日本將臺灣十二廳改為五州二廳，設羅東街屬臺北州宜蘭郡:220－221。羅東街轄羅東、十八埒、十六份、阿里史、竹林、北成、歪仔歪、月眉、打那岸等9個大字。1945年，改為「羅東鎮」，屬臺北縣羅東區。1950年，調整行政區域，羅東鎮改隸新成立的宜蘭縣:226。
羅東鎮共轄23個里，其行政區域分布情形為:118：
| 次分區 | 里名   | 里名   | 里名   | 里名   | 里名   | 里名   | 里名   |
| ------ | ------ | ------ | ------ | ------ | ------ | ------ | ------ |
| 東區   | 開明里 | 大新里 | 東安里 | 新群里 |        |        |        |
| 南區   | 羅莊里 | 南昌里 | 南豪里 | 成功里 | 仁德里 | 仁和里 |        |
| 西區   | 中山里 | 漢民里 | 西安里 | 維揚里 | 北成里 | 國華里 |        |
| 北區   | 賢文里 | 集祥里 | 公正里 | 信義里 | 樹林里 | 竹林里 | 仁愛里 |

次分區

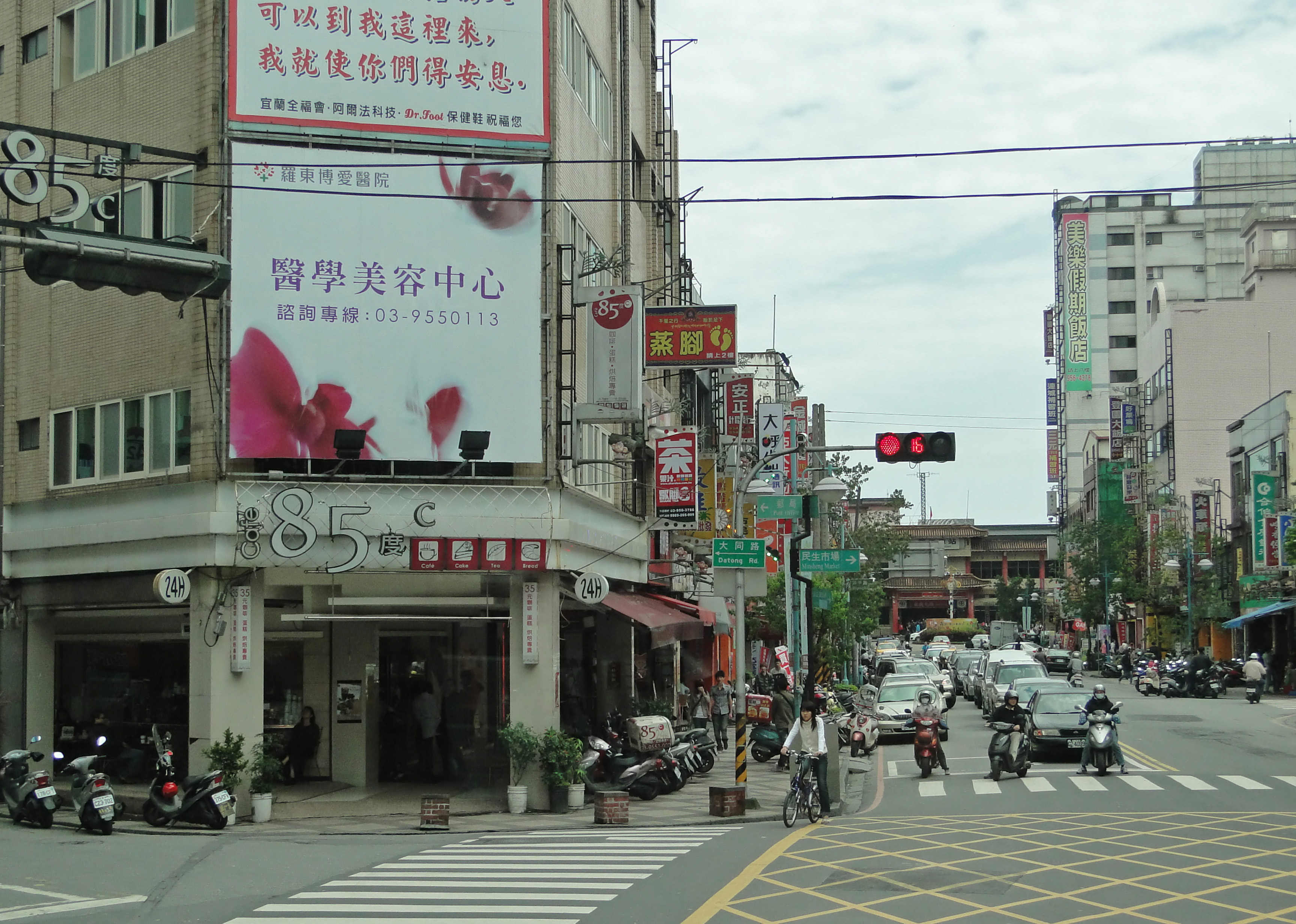
羅東鎮大同路，前方即為羅東車站

- 市區：公正路、中正路、中山路三段以及興東路所圍成的區域為羅東商業中心。羅東夜市亦位於此區塊內。
- 南門區：羅東南區，中正南路靠羅東聖母醫院、羅東博愛醫院、羅東國小、南門市場一帶稱之。為老商業區。
- 北成區：羅東西錘，環鎮道路之外。主要為住宅區，學區鄰近羅東高商、羅東高中及國華國中、北成國小，並有環境優美的羅東運動公園於區內。
- 後站區：羅東車站以東的區域稱之。原羅東的開發皆集中於鐵路以西，鐵路以東的後站卻多半是鄉野景色，羅東車站後站規劃以及光榮路開通後，吸引不少建案。目前已成為羅東大廈型住宅區的集中地。
- 羅莊區：羅莊社區位處於羅東鎮東南方，以羅莊里行政區域為主，舊稱「十六份」。若以環鎮道路區隔大致上可分成二大區塊，環鎮道路以東屬舊社區，以西則屬人口密集新社區。
- 竹林區：羅東北半部。環鎮道路以北，沿復興路的一大片區域稱之，因都市計畫法未能開發，多田野風光。此區學區有竹林國小，以歪仔歪橋連接三星鄉，中興路連接台9線公路及國道五號羅東交流道。

## 體育
- 羅東運動公園
- 羅東棒球場
- 游泳池
- 田徑場
- 足球場
- 溜冰場
- 籃球場
- 槌球場
- 網球場
- 草地保齡球場
- 蘭陽健身中心
- 羅東體操館

## 教育

### 大專院校
- 聖母醫護管理專科學校（羅東分部，108年起招收二年制專科資訊管理科）

### 高級中等學校
- 國立羅東高級中學
- 國立羅東高級商業職業學校

### 國民中學
- 宜蘭縣立羅東國民中學
- 宜蘭縣立東光國民中學
- 宜蘭縣立國華國民中學

### 國民小學
- 宜蘭縣羅東鎮羅東國民小學
- 宜蘭縣羅東鎮北成國民小學
- 宜蘭縣羅東鎮公正國民小學
- 宜蘭縣羅東鎮竹林國民小學
- 宜蘭縣羅東鎮成功國民小學

### 圖書館
- 李科永紀念圖書館（總館）
  - 南豪分館
  - 仁愛分館
- 兒童美語圖書館

## 醫療
- 天主教羅東聖母醫院（區域型醫院）
- 羅東博愛醫院（區域型醫院）
- 六福中醫醫院

## 交通

### 鐵路
臺灣鐵路公司
- 宜蘭線：羅東車站

羅東森林鐵路（1979年結束營運）
- 羅東車站 - 竹林車站

### 公車客運

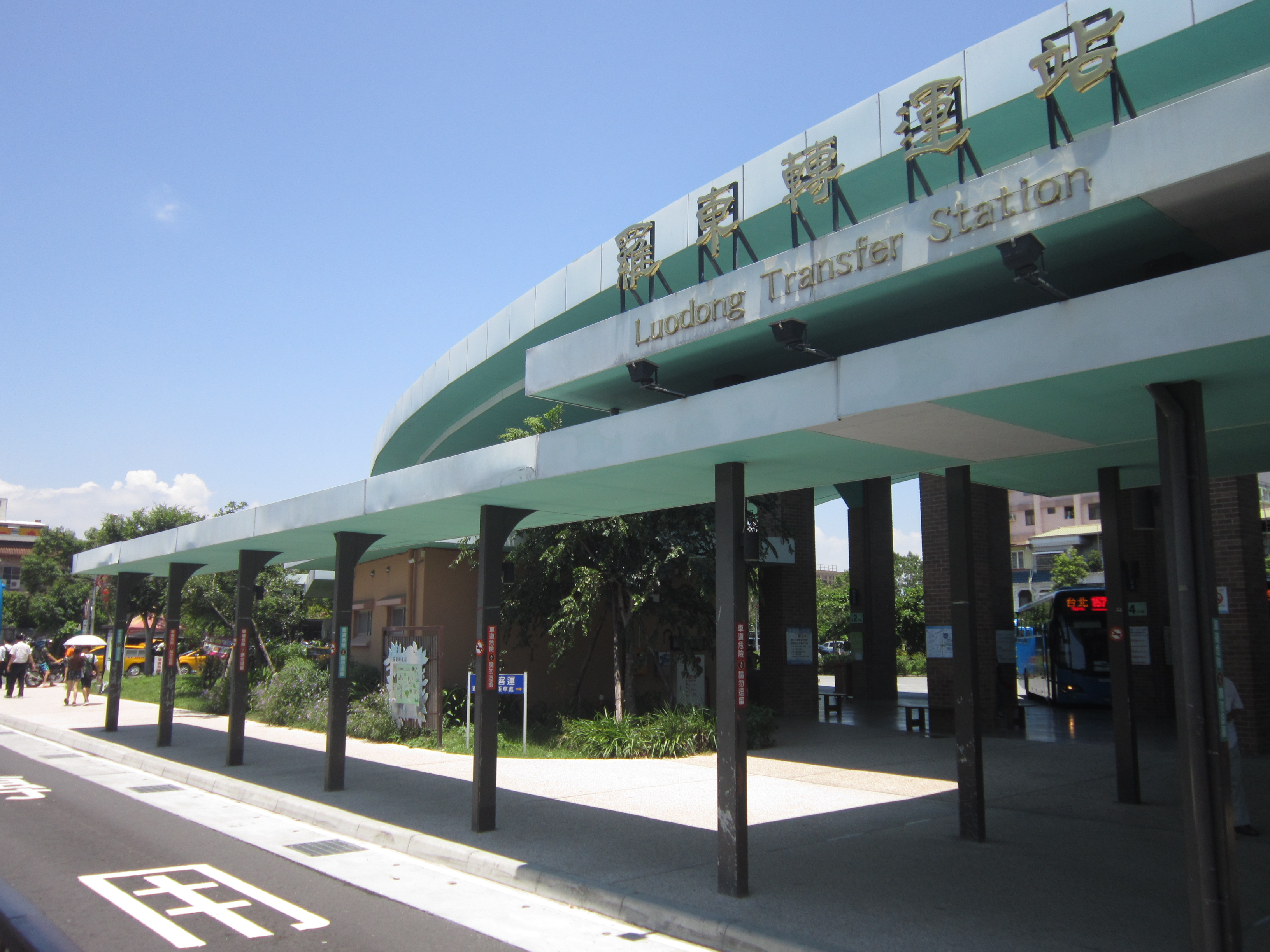
羅東轉運站

搭公車到三星鄉必須從羅東轉運站搭乘1792，1793，1794（含A），1796，1798公車。

#### 國道客運
- 臺北客運、大都會客運聯營（都會之星）
  - 9028 新店（捷運大坪林站）－國道三號－國道五號－坪林－國道五號－羅東轉運站－冬山－蘇澳車站 （蘇澳全程車-經坪林，每小時一班）
  - 9028 新店（捷運大坪林站）－國道三號－國道五號－羅東轉運站－冬山－蘇澳車站 （蘇澳全程車）
  - 9028  新店（捷運大坪林站）－國道三號－國道五號－羅東轉運站 （羅東直達車）

- 首都客運（首都之星）
  - 1570 市府轉運站－國道三號－國道五號－羅東轉運站 （羅東直達車）
  - 1572 市府轉運站－國道三號－國道五號－礁溪轉運站－協天廟－宜蘭轉運站－宜蘭運動公園－宜蘭縣政府－四結－羅東轉運站 （羅東全程車）

- 國光客運
  - 1879 圓山轉運站－國道一號－潭美國小（成功）-南港車站－捷運南港展覽館站－環東大道－國道三號－國道五號－羅東轉運站－冬山－蘇澳－南方澳
 （蘇澳全程車）
  - 1879 圓山轉運站－國道一號－潭美國小（成功）-南港車站－捷運南港展覽館站－環東大道－國道三號－國道五號－羅東轉運站 （羅東直達車）

- 葛瑪蘭客運
  - 1915A 羅東轉運站－宜蘭轉運站－礁溪轉運站－國道五號－國道三號－環東大道－台北轉運站－萬華車站－板橋轉運站 
（經環東大道全程車-無停靠科技大樓站）

  - 1915B 羅東轉運站－宜蘭轉運站－礁溪轉運站－國道五號－台3甲線－科技大樓站－台北轉運站－萬華車站－板橋轉運站 （全程車）

  - 1915C 羅東轉運站－宜蘭轉運站－礁溪轉運站－國道五號－石碇（昇高坑路口）－深坑（楓子林路口）－台3甲線－科技大樓站－台北轉運站－萬華車站－板橋轉運站 （經市道106乙線文山路全程車）

  - 1917A 羅東轉運站－國道五號－國道三號－台3甲線－科技大樓站－台北轉運站－萬華車站－板橋轉運站 （直達車）

  - 1917B 羅東轉運站－國道五號－國道三號－環東大道－台北轉運站－萬華車站－板橋轉運站 （經環東大道全程車-無停靠科技大樓站）

#### 公車路線
- 首都客運
  - 241 羅東轉運站－蘇澳新站
  - 281 羅東轉運站－仁山植物園（全程車）
  - 281 羅東轉運站－羅東高工（區間車）
- 國光客運
  - 1764 羅東－梨山

#### 宜蘭縣市區公車
- 葛瑪蘭客運
  - 243 羅東轉運站－國道五號－蘇澳轉運站
  - 621 錦草上溪埔－羅東後火車站－國立傳統藝術中心
- 國光客運與葛瑪蘭客運聯營：
  - 201 羅東轉運站－國道五號－蘇澳轉運站－台9線蘇花改－花蓮車站 ﹝經蘇澳轉運站、東澳火車站﹞
  - 201A 羅東轉運站－國道五號－台9線蘇花改－花蓮車站 ﹝不經蘇澳轉運站、東澳火車站﹞
- 國光客運
  - 紅1 外澳－羅東轉運站
  - 紅2 宜蘭轉運站－南方澳
  - 綠25 羅東轉運站－梅花湖
  - 1745 宜蘭－羅東－南山村
  - 1750 宜蘭－太平山（例假日行駛）
  - 1766 南方澳－烏石港（平日行駛）
  - 1767 南方澳－烏石港（經羅東高中）
  - 1791 羅東－南方澳（經清水）
  - 1792 羅東－天送埤（經三星）
  - 1793 羅東－牛鬥（經天送埤）
  - 1794 羅東－三星（經大洲、耕莘專校、紅柴林營區）
  - 1795 羅東－寒溪（經國華國中、廣興）
  - 1796 羅東－松羅（經天送埤）
  - 1797 羅東－岳明新村（經清水）
  - 1798 智腦－羅東（經樂水村）

#### 鄉鎮市區免費巴士
- 國光客運與羅東鎮公所聯營
  - 羅1 忠孝新村－孩子王大樓
  - 羅2 羅東轉運站 - 羅東轉運站
  - 羅3 忠孝新村 - 荷蘭村

- 冬山鄉公所
  - 冬1 國聖廟 - 羅東車站
  - 冬2 慈惠堂 - 醫院

- 三星鄉公所
  - 三1 三星鄉公所 - 羅東中山公園
  - 三2 三星鄉公所 - 羅東中山公園（經牛鬥車站）

- 五結鄉公所
  - 五1 成興活動中心 - 羅東轉運站
  - 五2 慶興廟 - 羅東轉運站

### 公路
- 國道五號
  - 47 羅東 羅東交流道
- 台7丙線
- 台9線
- 縣道191號
- 縣道196號
  - 縣道196甲線（傳藝路/北宜高羅東聯絡道）

### 市區交通
羅東市區以南北向的中正路與東西向的中山路為主要骨幹及聯外道路。外部以環鎮道路環繞市區，市區內則以南北向的興東路，以及自羅東火車站前延伸出去的公正路為主要道路。
南北向中正路銜接台九線，包含中正北路 - 中正路 - 中正南路。北向通往五結鄉的四結地區，經蘭陽大橋進入宜蘭市。往南則可通往冬山鄉市區及蘇澳鎮。中正路早期為省道的一部份，在環鎮道路純精路段開通之前，南來北往的車輛都必須行駛中正路穿過羅東市區。
東西向中山路為台7丙線的一部份，西向通往冬山鄉的廣興地區，經廣興大橋進入三星鄉。東向進入五結鄉，除可銜接國道五號羅東交流道外，還可通往著名旅遊景點冬山河親水公園，直至利澤地區海邊。中山路三段穿越市區羅東市區，為開發較早的街道之一，狹窄二線道加上通過知名的羅東夜市，相當容易堵塞。
環鎮道路為一不標準的橢圓形，南段由冬山路五段及光榮路構成。南盟路口至光榮陸橋東端屬冬山鄉領地。西段的純精路約於80年代後半開通，東段的光榮路則是在進入21世紀後才開通，皆為六線道的寬敞大路，用以疏導市區老舊道路的穿越性車流，北段的光榮北路及純精北路與東段一同，皆為寬敞的六線道，在禮運路口及中正北路口這段區間為五結鄉的領地。

## 旅遊

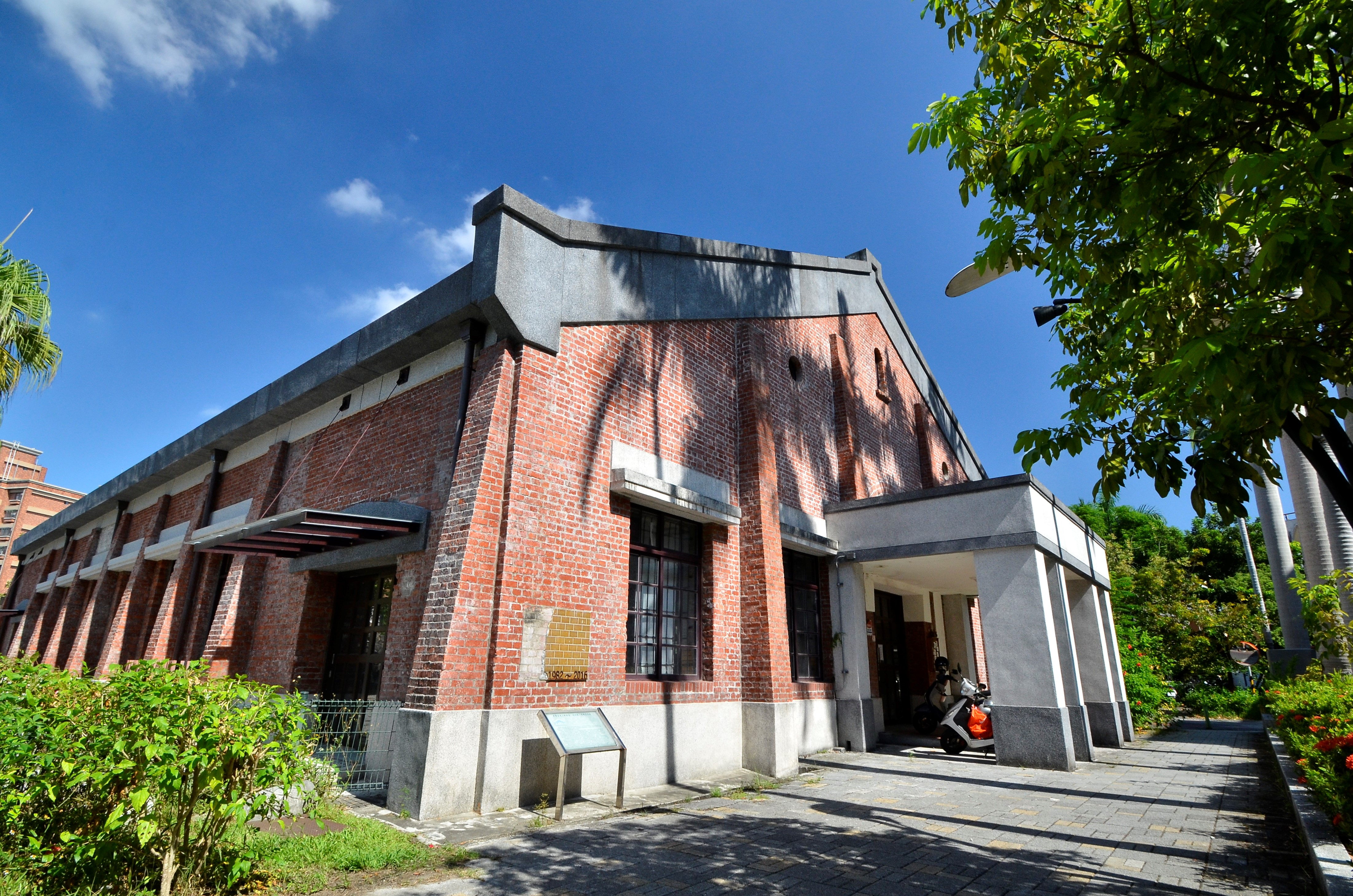
羅東成功國小舊禮堂

- 羅東中山公園(含羅東中山公園福德廟)
- 羅東夜市
- 羅東運動公園
- 羅東林業文化園區
- 羅莊櫻花大道
- 羅東鎮勉民堂
- 羅東文化工場
- 羅東善法寺(宜蘭西國三十三所靈場之一)
- 羅東孔子廟
- 羅東慶昌宮
- 羅東城隍廟
- 羅東慶安宮
- 羅東聖安宮
- 羅東震安宮
- 羅東奠安宮
- 羅東協天宮
- 羅東爐源寺
- 老懂文物館
- 聖母升天堂(羅東鎮)

## 外部連結
- 羅東鎮公所 （页面存档备份，存于）
- 羅東鎮公所的Facebook專頁
- YouTube上的宜蘭縣羅東鎮公所頻道